# DVDVideoSoft
DVDVideoSoft è un'azienda a responsabilità limitata specializzata nella distribuzione di software freeware multimediali. Possiede un set di 49 programmi per audio, video e ritocco delle immagini raccolti in un unico package chiamato Free Studio.

## Storia
Il progetto di DVDVideoSoft è stato lanciato nel 2006 con la creazione di programmi per il download da YouTube di video e audio.
Oggi si occupa soprattutto di programmi multimediali per l'elaborazione di video, audio e immagini. Le applicazioni più popolari sono: Free YouTube to MP3 Converter, Free Video to MP3 Converter, Free MP4 Video Converter e Free YouTube Download.

## Free Studio
Il prodotto principale è Free Studio, un contenitore che raggruppa ben 49 programmi divisi in categorie ed ognuno di loro è stato testato da siti che li hanno premiati come: Chip Online, Tucows, SnapFiles, Brothersoft e Softonic. Free Studio dimostra la più alta popolarità negli Stati Uniti, in Germania e in Italia. Viene utilizzato anche in Francia, Giappone e Regno Unito.

## Critiche
L'azienda ha ricevuto delle critiche per quanto riguarda l'installazione, da parte di alcune applicazioni, di barre degli strumenti e di motori di ricerca per il web. Le versioni più recenti includono anche OpenCandy, un adware che viene caricato automaticamente senza nessuna autorizzazione da parte dell'utente.